# Meant to Be (John Scofield)
| Recensione | Giudizio |
| ---------- | -------- |
| AllMusic   | [ 1 ]    |

Meant to Be è un album del chitarrista statunitense John Scofield, pubblicato nel 1991 sotto il nome The John Scofield Quartet. È il secondo album pubblicato da John Scofield per la casa discografica Blue Note Records, dopo Time on My Hands del 1990. È il primo disco in cui Scofield collabora con il batterista Bill Stewart.

## Tracce
Musiche di John Scofield.
1. Big Fan – 6:03
2. Keep Me in Mind – 6:00
3. Go Blow – 8:19
4. Chariots – 6:02
5. The Guinness Spot – 6:35
6. Mr. Coleman to You – 6:02
7. Eisenhower – 5:20
8. Meant to Be – 7:07
9. Some Nerve – 5:10
10. Lost in Space – 6:30
11. French Flics – 5:28

## Formazione
- John Scofield - chitarra
- Joe Lovano - sassofono tenore, clarinetto
- Marc Johnson - basso
- Bill Stewart - batteria